# Ferrovie in Abcasia
Le ferrovie abcase comprendono 185 chilometri di linea principale lungo il Mar Nero e 36 chilometri di linea secondaria in direzione Akarmara (vicino Tkvarcheli). Sono amministrate dalla compagnia ferroviaria statale Abkhazskaja Železnaja Doroga (in russo: Абхазская Железная Дорога; in abcaso: Аҧсны Аиҳаамҩа).
La linea principale connetteva la Ferrovia del Caucaso settentrionale (Russia) alla rete ferroviaria georgiana fino allo scoppio della guerra in Abcasia (1992-1993).
Agli inizi del 2008, la linea è usata da un treno a lunga distanza che connette Mosca a Sukhumi e da occasionali treni merci. A partire da giugno 2008, sono allo studio progetti di ricostruzione e miglioramenti della linea.

## Storia
Il primo progetto di una ferrovia lungo le coste russe del Mar Nero risale al XIX secolo. La costruzione della sezione da Soči a Tuapse iniziò durante la prima guerra mondiale e venne completata nel 1923, nonostante i disordini causati dalla Guerra civile russa. Le sezioni da Soči ad Adler, da Adler a Sukhumi e da Sukhumi a Inguri (compresa la deviazione per Akarmara) vennero completate rispettivamente nel 1927, nel 1940 e nel 1942. La realizzazione della linea incontrò notevoli difficoltà, a causa dell'orografia del territorio.
A partire dal 1967, la parte abcasa della ferrovia, realizzata a binario unico, era parte integrante della ferrovia transcaucasica che includeva anche Georgia, Armenia ed in parte Azerbaigian.
Dopo la dissoluzione dell'Unione Sovietica e il danneggiamento della Transcaucasica, la rete ferroviaria abcasa passò sotto il controllo della Abkhazskaja Železnaja Doroga.
Il 14 agosto 1992, il ponte sul fiume Inguri fu distrutto dall'esercito georgiano: l'atto, considerato l'inizio della guerra in Abcasia, fu solo il primo di una serie di sabotaggi alla linea. Il percorso fra il fiume e Ačagwara fu infatti smantellato, mentre il ponte venne ricostruito e poi nuovamente distrutto dopo la fine del conflitto. Lungo gli anni novanta, la Russia ha infine imposto un blocco al trasporto da e verso l'Abcasia.
Il 25 dicembre 2002, venne riattivata la tratta fra Soči e Sukhumi per la prima volta dopo la guerra, causando però le proteste georgiane. Con l'aumento dei turisti, la tratta Psou-Sukhumi venne riparata principalmente con l'aiuto russo nel 2004. Il 10 settembre di quello stesso anno venne istituita la tratta Mosca-Sukhumi.
Tuttavia, le tratte Očamčira-Sukhumi, Soči-Sukhumi e Tkvarcheli-Sukhumi (operative per alcuni periodi dal 1993) non sono più attive dal 2007 a causa di vari problemi infrastrutturali. L'ultima, Gudauta-Sukhumi, è stata chiusa alla vigilia del 2008.
Vi sono state varie proposte di ricostruzione dei tratti distrutti e di ristabilire i contatti fra la Russia, l'Armenia e la Georgia, dal momento che la tratta alternativa (che passa attraverso l'Azerbaigian) è molto più lunga e, nel caso armeno, completamente indisponibile a causa del conflitto nel Nagorno Karabakh. La Georgia ha però a lungo subordinato il ripristino dei collegamenti al ritorno dei rifugiati in Abcasia. Nel giugno 2008, le posizioni russo-georgiane sembravano essere in avvicinamento, dal momento che i russi avevano iniziato dei primi lavori di ricostruzione della linea.

## Caratteristiche
| Continuation backward |

| Unknown route-map component "TZOLLWo" |

| Station on track |

| Station on track |

| Station on track |

| Unknown route-map component "hKRZWae" |

| Station on track |

| Station on track |

| Enter and exit tunnel |

| Unknown route-map component "hKRZWae" |

| Unknown route-map component "hBHFae" |

| Enter and exit tunnel |

| Station on track |

| Unknown route-map component "hSTRae" |

| Station on track |

| Station on track |

| Station on track |

| Station on track |

| Station on track |

| Unknown route-map component "hKRZWae" |

| Station on track |

| Station on track |

| Station on track |

| Station on track |

| Station on track |

| Unknown route-map component "hKRZWae" |

| Station on track |

| Unknown route-map component "hKRZWae" |

| Station on track |

| Station on track |

| Station on track |

| Station on track |

| Unknown route-map component "hKRZWae" |

| Station on track |

| Station on track |

| Enter and exit tunnel |

| Station on track |

| Enter and exit tunnel |

| Station on track |

| Unknown route-map component "hSTRae" |

| Station on track |

| Enter and exit tunnel |

| Station on track |

| Enter and exit tunnel |

| Station on track |

| Station on track |

| Unknown route-map component "hKRZWae" |

| Station on track |

| Station on track |

| Station on track |

| Station on track |

| Unknown route-map component "hKRZWae" |

| Unknown route-map component "hKRZWae" |

| Station on track |

| Station on track |

| Station on track |

| Unknown route-map component "hKRZWae" |

| Station on track |

| Station on track |

| Unknown route-map component "hKRZWae" |

| Station on track |

| Station on track |

| Unknown route-map component "hKRZWae" |

| Station on track |

| Unknown route-map component "KRWgl" | Unknown route-map component "KRW+r" |

| Straight track | Station on track |

| Straight track | Station on track |

| Straight track | Station on track |

| Straight track | Unknown route-map component "hKRZWae" |

| Straight track | Unknown route-map component "KBHFxe" |

| Straight track | Unknown route-map component "exKBHFe" |

| Unknown route-map component "hKRZWae" |

| Station on track |

| Unknown route-map component "KBHFxe" |

| Unknown route-map component "exBHF" |

| Unknown route-map component "exBHF" |

| Unknown route-map component "exBHF" |

| Unknown route-map component "exBHF" |

| Unknown route-map component "xTZOLLWo" |

| Unknown route-map component "exCONTf" |